# Tabanus auristriatus
Tabanus auristriatus är en tvåvingeart som beskrevs av Ricardo 1911. Tabanus auristriatus ingår i släktet Tabanus och familjen bromsar. Inga underarter finns listade i Catalogue of Life.